# Devon Kershaw
Devon Kershaw (Greater Sudbury, 20 dicembre 1982) è un ex fondista canadese.

## Biografia

### Stagioni 2000-2006
Dopo aver praticato vari sport durante l'infanzia, Kershaw si è affacciato sulla scena internazionale dello sci di fondo ai Mondiali juniores del 2000, all'età di diciassette anni, senza raggiungere risultati significativi.
Negli anni successivi partecipò a gare di Coppa Continentale e ad altre due edizioni dei Mondiali juniores, nel 2001 e nel 2002 (quando terminò in 25ª posizione la sprint a tecnica libera). A inizio 2003 riuscì a piazzarsi nelle prime cinque posizioni in alcune gare di Coppa Continentale e nella stagione seguente giunse fino alla conquista di alcuni podi, senza vittorie.
In Coppa del Mondo ha esordito il 26 febbraio 2004 nella sprint di Drammen (67º) e ha ottenuto il primo podio il 7 marzo 2006 nella sprint a tecnica libera di Borlänge (3º), nel finale della stagione 2005-2006.

### Stagioni 2007-2010
Nella stagione successiva il canadese chiuse solo tre volte tra i primi trenta, con un 15º posto ottenuto a inizio stagione come miglior risultato, mentre in quella 2007-2008 andò a punti tredici volte, con due piazzamenti tra i primi dieci, entrambi in sprint (5º a Lahti, 8º a Otepää).
Nelle stagione 2008-2009 in Coppa chiuse dodici volte a punti e tre tra i primi dieci (miglior risultato: 5º nella 15 km a tecnica classica di Kuusamo). Ai Mondiali di Liberec fu 9º nella sprint a squadre a tecnica classica e 5º nella staffetta 4x10 km.
Nelle stagione 2009-2010 in Coppa chiuse cinque volte a punti, una sola tra i primi dieci (9º nella 15 km a tecnica libera di Davos), e ai XXI Giochi olimpici invernali di Vancouver 2010 si classificò 5º nella 50 km, 23º nella sprint, 16º nell'inseguimento, 4º nella sprint a squadre e 7º nella staffetta.

### Stagioni 2011-2018
Nelle stagione 2010-2011 in Coppa chiuse nove volte a punti e tre tra i primi dieci; come miglior risultato ottenne il 7º posto nel Tour de Ski, anche grazie a una vittoria di tappa (la sprint di Dobbiaco del 5 gennaio). Ai Mondiali di Oslo vinse la sprint a squadre a tecnica classica in coppia con Alex Harvey.
Il 4 febbraio 2012 a Rybinsk ha ottenuto la prima vittoria in Coppa, imponendosi nella 15 km a tecnica libera con partenza in linea davanti a Il'ja Černousov e Tobias Angerer. Ai Mondiali della Val di Fiemme 2013 ha ottenuto come miglior risultato il 4º posto nella sprint a squadre.
Ai XXII Giochi olimpici invernali di Soči 2014 si è classificato 35° nella 15 km, 56° nella sprint e 12° nella sprint a squadre; tre anni dopo, ai Mondiali di Lahti 2017, è stato 35º nella 15 km, 38º nella 50 km e 12º nella staffetta.  Ai XXIII Giochi olimpici invernali di Pyeongchang 2018 si è classificato 71º nella 15 km, 26º nella 50 km e 36º nello skiathlon.

## Palmarès

### Mondiali
- 1 medaglia:
  - 1 oro (sprint a squadre a Oslo 2011)

### Coppa del Mondo
- Miglior piazzamento in classifica generale: 2º nel 2012
- 7 podi (6 individuali, 1 a squadre):
  - 2 vittorie (individuali)
  - 1 secondo posto (individuale)
  - 4 terzi posti (3 individuali, 1 a squadre)

#### Coppa del Mondo - vittorie
| Data             | Luogo            | Paese   | Disciplina  |
| ---------------- | ---------------- | ------- | ----------- |
| 4 febbraio 2012  | Rybinsk          | Russia  | 15 km TL MS |
| 18 febbraio 2012 | Szklarska Poręba | Polonia | Sprint TL   |

Legenda:

MS = partenza in linea

TC = tecnica classica

TL = tecnica libera

#### Coppa del Mondo - competizioni intermedie
- Miglior piazzamento nel Tour de Ski: 7º nel 2010-2011
- 8 podi di tappa:
  - 1 vittoria
  - 4 secondi posti
  - 3 terzi posti

##### Coppa del Mondo - vittorie di tappa
| Data           | Località | Nazione | Competizione | Disciplina |
| -------------- | -------- | ------- | ------------ | ---------- |
| 5 gennaio 2011 | Dobbiaco | Italia  | Tour de Ski  | Sprint TL  |

Legenda:
TC = tecnica classica
TL = tecnica libera

### Campionati canadesi
- 1 medaglia:
  - 1 oro (7,5 km a tecnica classica nel 2004)